# Josef Weßicken

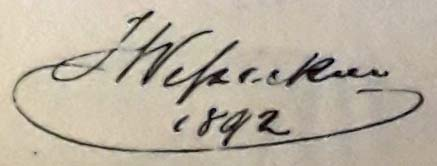
Unterschrift

Josef Weßicken (eigentlich Joseph Heinrich Wessicken, * 10. August 1837 in Salzburg; † 19. Oktober 1918 ebenda) war ein österreichischer Architekt.

## Leben
Josef Weßicken entstammte einer Tischlerfamilie, die aus Westfalen kommend im 18. Jahrhundert in Linz ansässig wurde und schließlich nach Salzburg übersiedelte. Als Sohn des Joseph Heinrich Weßicken (* 27. Juli 1810 in Salzburg; † 16. Februar 1899 ebenda) und der Rosina, geb. Laiderin, in der Salzburger Vorstadt Mülln zur Welt gekommen und getauft, absolvierte er hier seine Schulzeit und begann daran anschließend eine Ausbildung zum Tischler im väterlichen Betrieb. Sein Vater war ein geachteter Schreinermeister, der sich durch seine Arbeiten für das Stift Sankt Peter und im Schloss Anif einen hervorragenden Ruf geschaffen hatte und den Sohn mit seinen Werken im neogotischen Stil merklich beeinflusste.

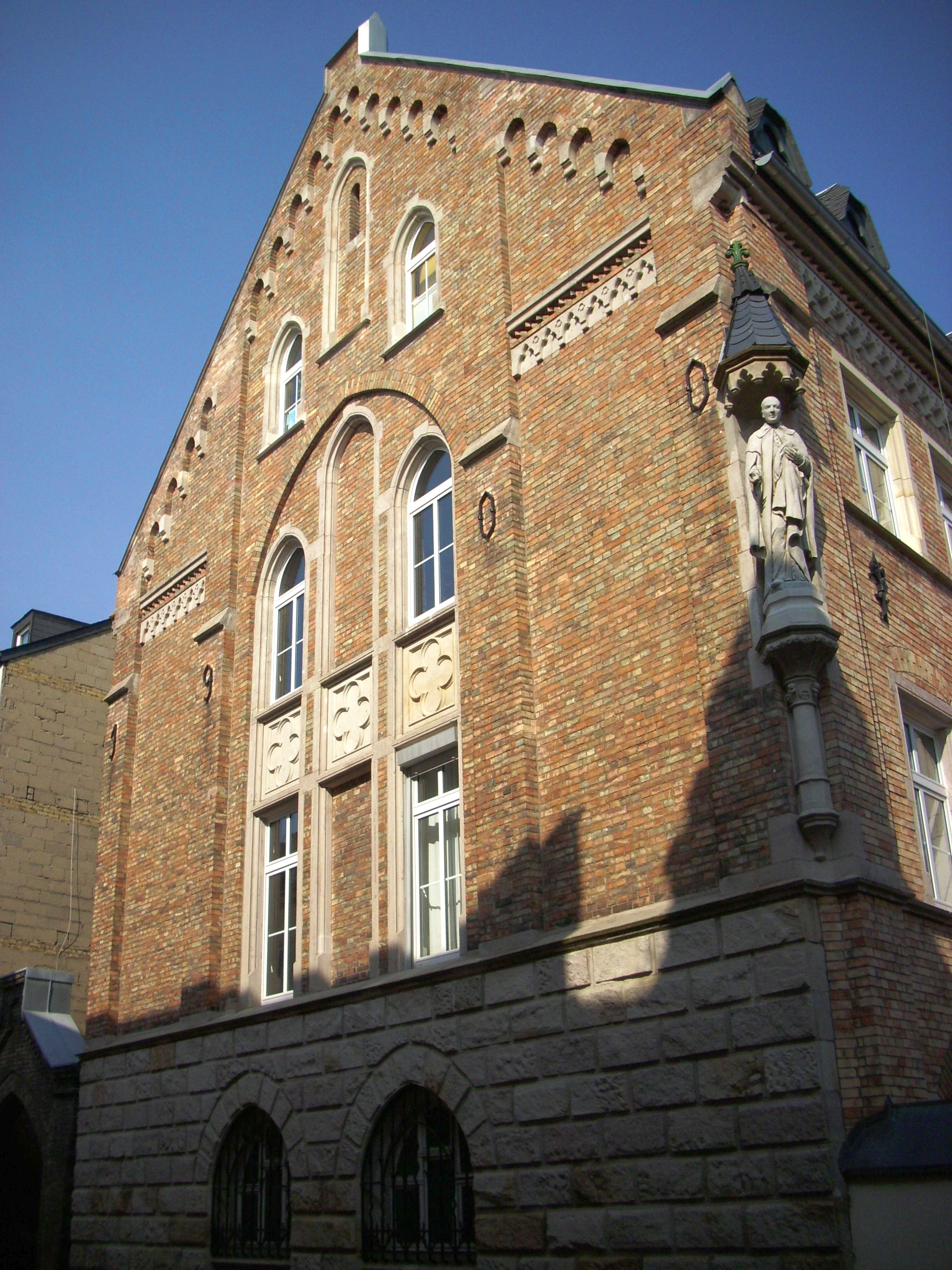
Ehemaliges St. Vinzenz- und Elisabeth-Hospital; Zweiflügelanlage mit Mittelrisaliten, neugotische Motive, 1868–70

Nach dem Besuch des Polytechnikums und der Königlich bayerischen Akademie in München studierte Josef Weßicken an der Akademie der bildenden Künste in Wien bei August Sicard von Sicardsburg und wurde 1860 von Friedrich von Schmidt in dessen Wiener Atelier aufgenommen und zur Mitarbeit an der neu zu erbauenden Lazaristenkirche im Schottenfeld eingeladen. Nach der Ausbildung an der Akademie der bildenden Künste in Wien erlernte er noch das Mauerhandwerk, was durch einen Gesellenbrief von 1862 belegt ist. Bereits drei Jahre später wurde er von Friedrich von Schmidt mit der Bauleitung des fürsterzbischöflichen Liechtenstein’schen Schlosses Fischhorn in Bruck an der Glocknerstraße betraut. Nachdem der Krieg von 1866 die Bauarbeiten unterbrach, vollendete er die Regotisierung des oberen Teiles des Turms der Franziskanerkirche in Salzburg und die Restaurierung der Pfarrkirche von Radstadt und der Kirche Nonnberg.
Von einem Studienaufenthalt in Italien zurückgekehrt wurde er 1867 auf Empfehlung von Friedrich von Schmidt und Franz Josef Denzinger zum Dombaumeister von Mainz berufen, um bei der Rettung der gefährdeten Ostteile des Domes mitzuwirken. Während dieser Zeit entstanden nach seinen Plänen mehrere Sakralbauten in der Umgebung von Mainz, darunter die St. Bartholomäus-Kirche in Nieder-Saulheim, Chor und Querhaus des Mainz-Gonsenheimer Rheinhessendomes, die Kapelle der Armen Schwestern vom Hl. Franziskus am Stephansberg und das alte St. Vincenz- und St. Elisabeth-Krankenhaus auf dem Kästrich in Mainz. 1873 gab er sein Amt als Dombaumeister auf und kehrte nach Salzburg zurück.
Am 20. Dezember 1888 heiratete er die aus Wien stammende Rosa Bühlmayer im Dom zu Salzburg.
Josef Weßicken starb 1918 wenige Tage vor dem Zusammenbruch der Habsburgermonarchie und wurde in der familieneigenen Arkadengruft am Salzburger Kommunalfriedhof (Arkadengrab Nr. 39) beigesetzt.

## Wirken
Im Herzogtum Salzburg vollendete er 1874 den neugotischen Bau von Schloss Fischhorn und von 1873 bis 1876 den Wiederaufbau nach Turmeinsturz der Dekanatspfarrkirche St. Johann im Pongau. Von 1875 bis 1879 lehrte er als Fachvorstand an der k.k. Staatsgewerbeschule in der Landeshauptstadt. 1892 vollendete er die zwei Jahre zuvor begonnenen Arbeiten am Umbau des Schlosses Grubhof bei Lofer. 1893 folgte die Fertigstellung des Generali-Hofes in der Salzburger Paris-Lodron-Straße.
Als Krönung seiner Arbeit gilt der Bau der St. Andrä-Kirche von 1892 bis 1898 in der Salzburger Neustadt, deren Umgebung seither den Namen Andräviertel trägt. Das originäre Erscheinungsbild der neugotischen Kirche ging jedoch im Zuge des Wiederaufbaus nach dem Zweiten Weltkrieg völlig verloren. Daneben entstanden in Salzburg die Villen Gessele, Schmederer, Wöss, Griesberger und seine eigene in der Arenbergstraße 23. Eine Vielzahl der von Weßicken geplanten Bauwerke wurden in Zusammenarbeit mit der Ceconi’schen Baufirma errichtet, bei der Weßicken zeitweise auch fest angestellt war.

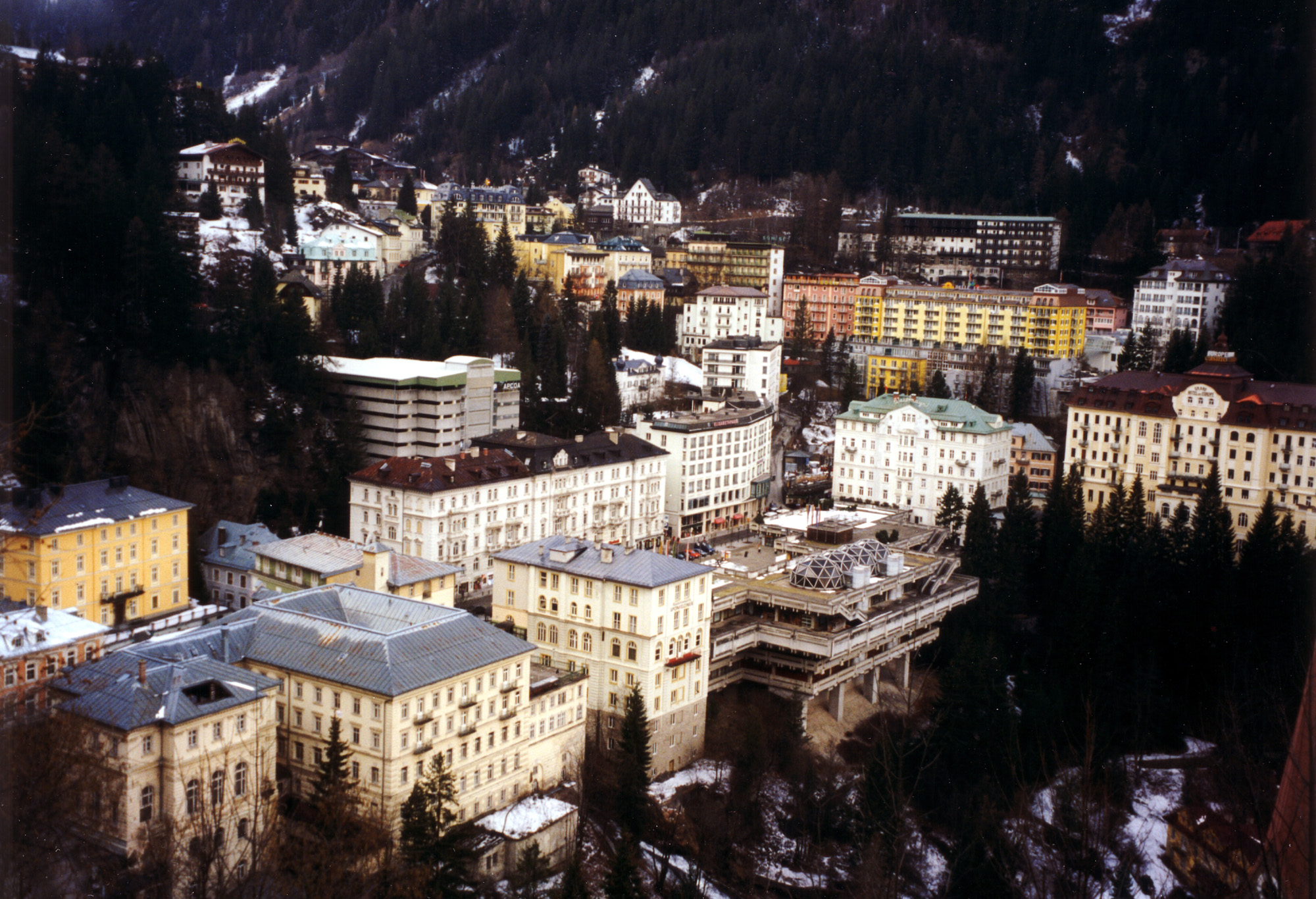
Zentrum von Bad Gastein mit den Hotels Straubinger, Austria, Weißmayr und Elisabethhof

Ab 1879 zeichnete er, neben seinem Wirken in Salzburg, gemeinsam mit dem Baumeister Angelo Comini für die Errichtung mehrerer Profanbauten im Weltkurort Bad Gastein verantwortlich. Seinen ersten Auftrag erhielt er bereits drei Jahre zuvor mit der Errichtung der Villa Mühlberger, einem der wenigen Objekte in Gastein, bei denen Weßicken nicht mit Comini, sondern mit dem Salzburger Bauunternehmer Valentin Ceconi zusammenarbeitete.
Seine größten Auftraggeber in Gastein waren die Bad Gasteiner Hoteliers, insbesondere die Familie Straubinger, für die er 1884 den direkt am Gasteiner Wasserfall gelegenen Adaptierungsbau (heute Krisch-Haus) und das Hotel Austria errichtete, in dem sich ehemals die Gemeindeverwaltung und das Gasteiner Museum befanden. Zudem nahm er 1887 die Umgestaltung der Hauptfassade und den Umbau des Bädertraktes des Hotels Straubinger vor und entwarf das ebenfalls zum Straubingerkomplex gehörige (heutige) Postamtsgebäude. Bemerkenswert ist hierbei besonders der Bau des Hotels Austria. Während andernorts Bauten mit extremer Hanglage direkt in die Felsen hineingebaut wurden, wurde bei diesem von Weßicken und Comini ein schmaler Zwischenraum zum Bergfelsen belassen, wodurch Fenster (und Türen) auch noch in den untersten Bereichen des vielgeschoßigen Baus angebracht werden konnten.

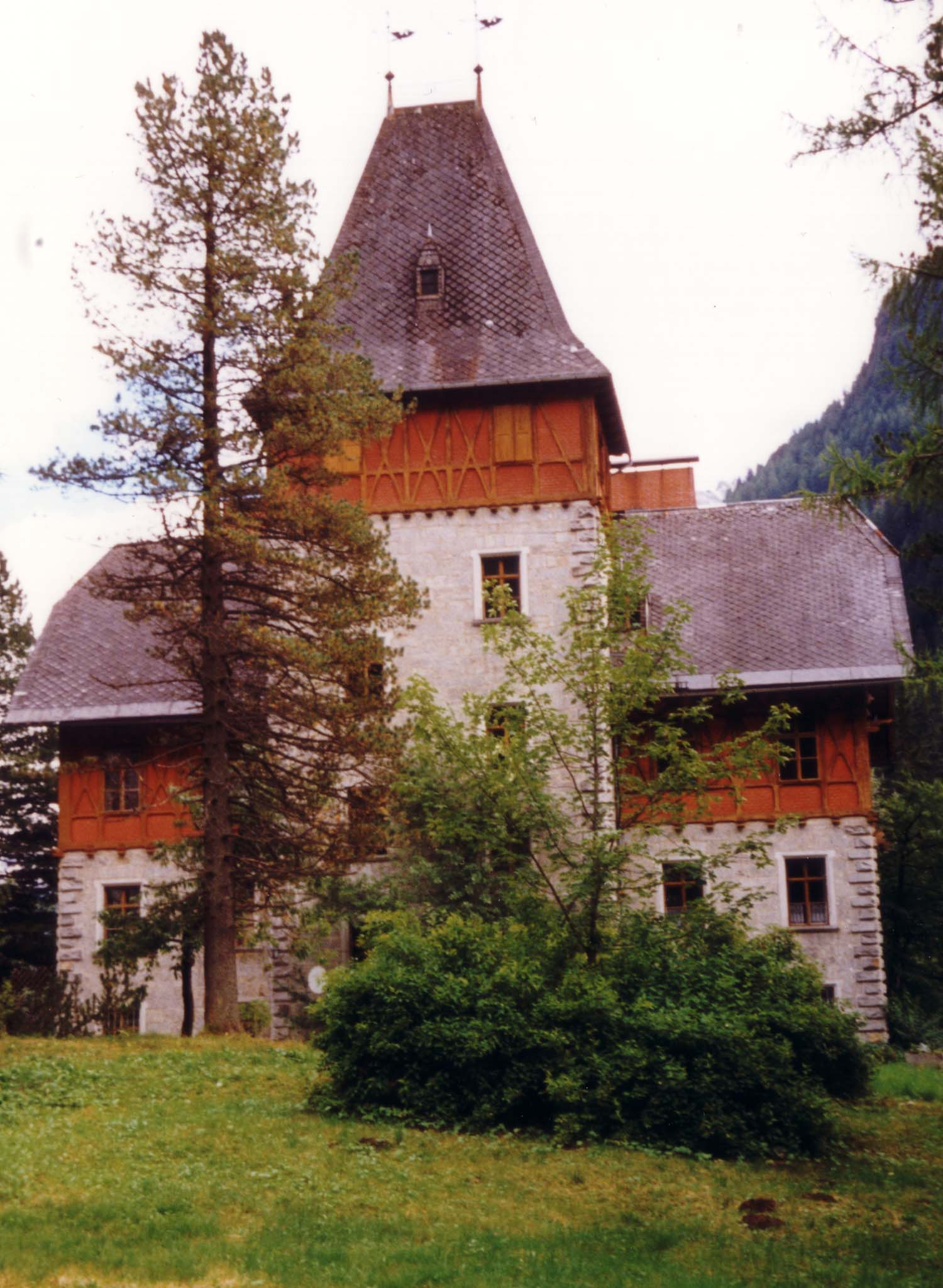
Jagdschloss Czernin, Westansicht. Aufnahme 1997

Weiters wurden von Weßicken der Elisabethhof, das Hotel Weißmayr (vormals Provenchère), das Hotel Excelsior (vormals Haus Goldeck), die Villen Schieder, Wassing und Lothringen-Quisisana, und die heute nicht mehr existierende Wandelbahn mit dem Kurkasino geplant. Viele seiner Salzburger und Gasteiner Villen tragen dabei als gemeinsamen Merkmal das charakteristische „Weßicken-Türmchen“.
In seine letzte Schaffensperiode fällt der Wiederaufbau des ursprünglich von 1882 bis 1884 erbauten Jagdschlösschens des Grafen Rudolf von Czernin in Böckstein, das einem Brand zum Opfer gefallen war und in den Jahren von 1902 bis 1903 nach Plänen Weßickens wiedererrichtet wurde.

„Dieses Jagdschlößchen des Grafen Czernin, das in die späten Schaffensjahre des ehemaligen Friedrich-von-Schmidt-Mitarbeiters fällt, zeigt in seiner Verbindung von "altdeutschen" und englischen Elementen (Mischung von Burg- und Landhauscharakter) nationalromantische Züge. Da es sich um einen Wiederaufbau nach einem Brand handelt, kann nicht genau gesagt werden, wieweit sich Wessicken an den Altbestand angepasst hat.“

## Auszeichnungen
- Träger des Ritterkreuzes des Franz-Joseph-Ordens
- Ernennung zum Conservator der K.K. Centralcommission zur Erforschung und Erhaltung der Künste und historischer Denkmäler
- Der Architekt wurde 1902 für seine Leistungen mit dem Titel eines k.k. Oberbaurates ausgezeichnet.
- Die Architektenvereinigung Wiener Bauhütte ernannte ihn zum Ehrenmitglied.

## Werke

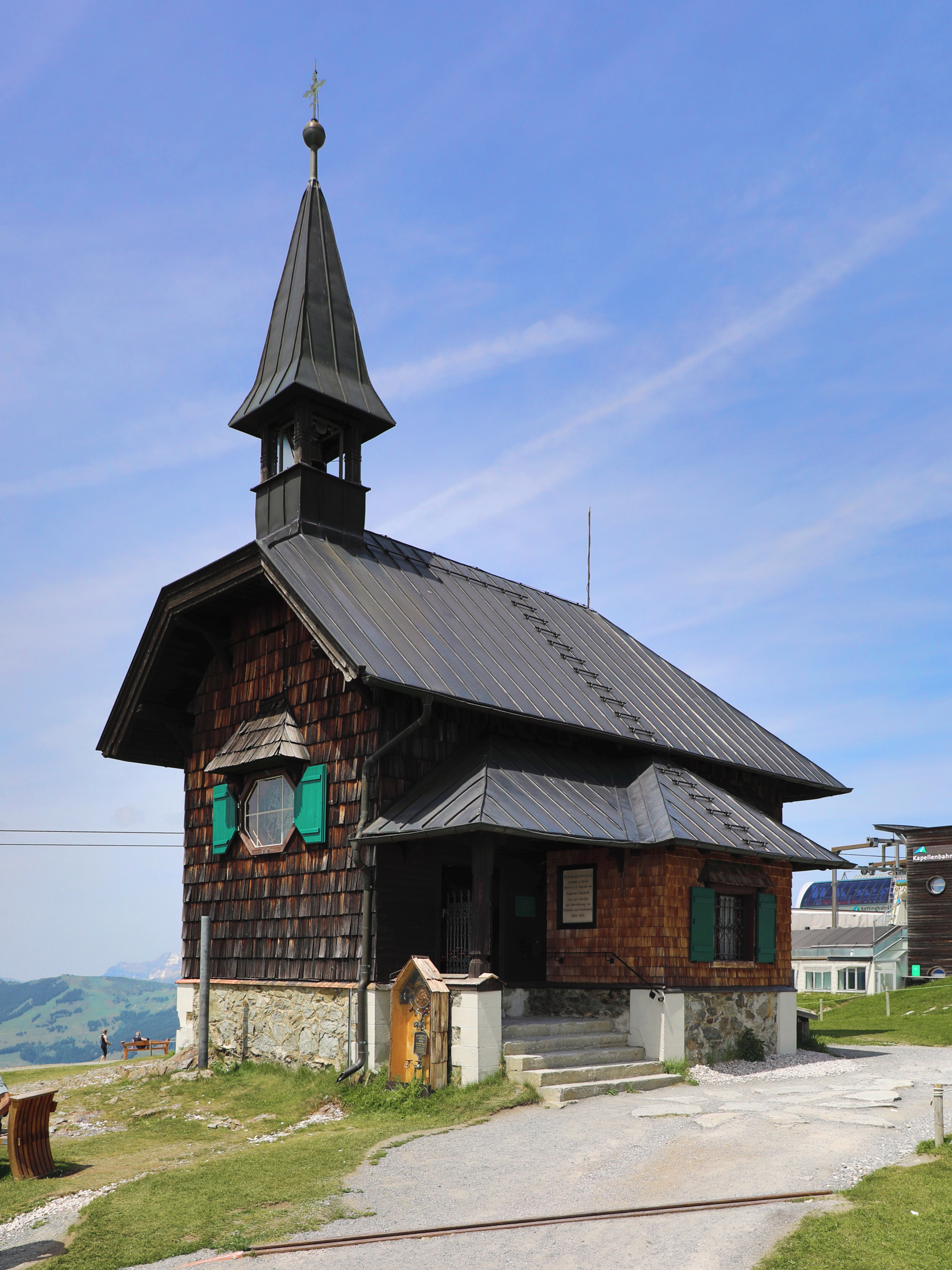
Elisabethkapelle auf der Schmittenhöhe

- 1874–1876 Historistischer Neubau von Langhaus und Turm in unverputztem Konglomeratmauerwerk der Pfarrkirche Schleedorf
- 1904–1907 Elisabethkapelle auf der Schmittenhöhe